# Hippotion pentagramma
Hippotion pentagramma is een vlinder uit de familie van de pijlstaarten (Sphingidae). De wetenschappelijke naam van de soort werd in 1910 gepubliceerd door George Francis Hampson.